# Абаканський тролейбус
Абаканський тролейбус (рос. Абаканский троллейбус) — діюча (з 19 квітня 1980 року) тролейбусна система Росії у столиці Хакасії місті Абакані, один з видів міського громадського транспорту. 
В Абакані діє 11 маршрутів, на яких працює 27 тролейбусів (2018). Всі машини базуються в одному тролейбусному парку, що знаходиться за адресою: вул. Радянська, 150.
Експлуатацію мережі абаканського тролейбуса здійснює  МУП «Тролейбусне управління» (рос. МУП «Троллейбусное управление»).

## Маршрути
Станом на грудень 2018 року в Абакані експлуатуються 11 тролейбусних маршрутів між сімома кінцевими зупинками.
| Перелік тролейбусних маршрутів в м. Абакан | Перелік тролейбусних маршрутів в м. Абакан | Перелік тролейбусних маршрутів в м. Абакан | Перелік тролейбусних маршрутів в м. Абакан                                                                         |
| №                                          | Кінцевий пункт, А                          | Кінцевий пункт, Б                          | Примітки |
| ------------------------------------------ | ------------------------------------------ | ------------------------------------------ | --- |
| 1                                          | Складська                                  | Ринок «Північний»                          | |
| 1А                                         | Зоопарк                                    | Ринок «Північний»                          | |
| 2                                          | Складська                                  | Абаканська                                 | Скасований з 1 лютого 2014                                                                                         |
| 2А                                         | Зоопарк                                    | Абаканська                                 | Скасований з 1 лютого 2014                                                                                         |
| 3                                          | Абаканська                                 | Аеропорт                                   | |
| 3А                                         | Абаканська                                 | Ринок «Північний»                          | |
| 4                                          | Аеропорт                                   | Зоопарк                                    | |
| 5                                          | Палац культури «Залізничник»               | Аеропорт                                   | |
| 5А                                         | Палац культури «Залізничник»               | Ринок «Північний»                          | |
| 6                                          | Палац культури «Залізничник»               | Абаканська                                 | Скасований з 1 лютого 2014                                                                                         |
| 7                                          | Складська                                  | Полярна                                    | Відкритий 8 січня 2006                                                                                             |
| 7А                                         | Зоопарк                                    | Полярна                                    | Відкритий 29 грудня 2005 року, працює тільки по вихідних                                                           |
| 8                                          | Палац культури «Залізничник»               | Полярная                                   | Відкритий 29 грудня 2005                                                                                           |
| 9                                          | Вулиця Торгова                             | Залізничний вокзал                         | Кільцевий. Відкритий 16 жовтня 2018. Використовуються тролейбуси ВМЗ-5298-0000010-01 «Авангард» з автономним ходом |
| 10                                         | Вулиця Трудова                             | Залізничний вокзал                         | Кільцевий. Відкритий 11 вересня 2018. Використовуються тролейбуси з автономним ходом                               |

Маршрути з літерою «А» — це короткі варіанти звичайних маршрутів, і вони працюють лише по вихідних днях.

## Рухомий склад
В Абакані експлуатуються тролейбуси таких моделей:
| Статистика рухомого складу станом на 2020 рік | Статистика рухомого складу станом на 2020 рік | Статистика рухомого складу станом на 2020 рік |
| Тип моделі                                    | Кількість                                     | Бортові номери                                |
| --------------------------------------------- | --------------------------------------------- | --------------------------------------------- |
| ВМЗ-5298.01 «Авангард»                        | 9                                             | 24—30, 32, 33                                 |
| ЗіУ-682Г-012[Г0А]                             | 5                                             | 05, 06, 12, 34, 35                            |
| ВЗТМ-5284.02                                  | 3                                             | 04, 14, 50                                    |
| ЗіУ-682Г-016.02                               | 3                                             | 02, 16, 19                                    |
| ВЗТМ-5284                                     | 2                                             | 31, 45                                        |
| ЗіУ-682Г-016.04                               | 2                                             | 21, 22                                        |
| ЗіУ-682Г-016.02                               | 1                                             | 23                                            |
| БТЗ-5276-04                                   | 1                                             | 15                                            |
| ЗіУ-682Г-016 [Г0М]                            | 1                                             | 11                                            |
| Всього:                                       | 27                                            |                                               |

Станом на 2011 рік кількість тролейбусів становила 22 машини. Станом на серпень 2020 року на балансі підприємства перебуває 27 машин.